# Верхнеуртуйский сельсовет
Верхнеурту́йский сельсове́т — сельское поселение в Константиновском районе Амурской области.
Административный центр — село Верхний Уртуй.

## История
30 сентября 2005 года в соответствии с Законом Амурской области № 72-ОЗ муниципальное образование наделено статусом сельского поселения.

## Население
| 2002 | 2010 | 2011 | 2012 | 2013 | 2014 | 2015 |
| ---- | ---- | ---- | ---- | ---- | ---- | ---- |
| 510  | ↘438 | ↘437 | ↘432 | ↘423 | ↗430 | →430 |
| 2016 | 2017 | 2018 | 2021 |      |      |      |
| →430 | ↘427 | ↘421 | ↘342 |      |      |      |

## Состав сельского поселения
| № | Населённый пункт | Тип населённого пункта       | Население |
| - | ---------------- | ---------------------------- | --------- |
| 1 | Верхний Уртуй    | село, административный центр | ↘342      |